# Фресінет (комуна, Келераш)
Фресінет (рум. Frăsinet) — комуна у повіті Келераш в Румунії. До складу комуни входять такі села (дані про населення за 2002 рік):
- Денешть (435 осіб)
- Куретешть (157 осіб)
- Луптеторі (595 осіб)
- Терічень (41 особа)
- Фресінет (435 осіб)
- Фресінету-де-Жос (385 осіб)

Комуна розташована на відстані 58 км на схід від Бухареста, 43 км на захід від Келераші, 146 км на захід від Констанци.

## Населення
За даними перепису населення 2002 року у комуні проживали 2048 осіб.
Національний склад населення комуни:
| Національність | Кількість осіб | Відсоток |
| -------------- | -------------- | -------- |
| румуни         | 1952           | 95,3%    |
| цигани         | 94             | 4,6%     |
| угорці         | 2              | 0,1%     |

Рідною мовою назвали:
| Мова      | Кількість осіб | Відсоток |
| --------- | -------------- | -------- |
| румунська | 2047           | > 99,9%  |
| циганська | 1              | < 0,1%   |

Склад населення комуни за віросповіданням:
| Релігія       | Кількість осіб | Відсоток |
| ------------- | -------------- | -------- |
| православні   | 2037           | 99,5%    |
| римо-католики | 5              | 0,2%     |
| бретрени      | 4              | 0,2%     |
| реформати     | 1              | < 0,1%   |
| атеїсти       | 1              | < 0,1%   |

## Зовнішні посилання
- Дані про комуну Фресінет на сайті Ghidul Primăriilor